# کاستیلیونه مسر مارینو
کاستیلیونه مسر مارینو (به ایتالیایی: Castiglione Messer Marino) یک کومونه در ایتالیا است که در استان کییتی واقع شده‌است.

## خصوصیات
کاستیلیونه مسر مارینو ۴۷ کیلومترمربع مساحت و ۱٬۸۲۳ نفر جمعیت دارد و ۱٬۰۸۱ متر بالاتر از سطح دریا واقع شده‌است.

## خواهرخوانده
شهر بالکارسه خواهرخواندهٔ کاستیلیونه مسر مارینو هست.